# Anton Walz
Anton Walz (* 16. September 1840 in Lundenburg, Südmähren; † 5. April 1906 in Graz) war Offizier und Abgeordneter zum Österreichischen Abgeordnetenhaus.

## Leben
Anton Walz war Sohn des Bauingenieur und späteren Stationschefs der Nordbahn, Johann Walz, der allerdings sehr früh gestorben ist. Er besuchte eine Kadettenschule in Brüx und eine Infanterie-Schul-Kompanie in Klosterneuburg. 1859 trat er in die Armee ein, wurde im selben Jahr Unterleutnant und in der Schlacht von Solferino verwundet. Schon 1863 trat er wieder aus der Armee aus und nahm am polnischen Aufstand teil. Bei seiner Rückkehr nach Österreich wurde er verhaftet und verbüßte eine Festungshaft in Olmütz (Mähren). Im Jahr 1865 trat er wieder in die Armee ein, diesmal als Soldat, wurde aber schon 1866 wieder Leutnant und kämpfte 1866 in der Schlacht bei Custozza. 1869 wurde er beurlaubt, 1870 war er in Reserve. 1871 kaufte er das Gut Lichtenegg (heute in Wartberg im Mürztal). Er starb nach längerem Leiden an einer Arterienverkalkung im Jahr 1906.
Von 1886 bis 1906 war er Mitglied des Zentralausschusses der steiermärkischen Landwirtschaftsgesellschaft.
Anton Walz war von 1896 bis 1906 Mitglied im steiermärkischen Landtag (VIII., IX. Wahlperiode). Er war ab 1885 auch Bürgermeister von Wartberg und Mitterdorf und Ehrenbürger von Kindberg und Mariazell.
Er war römisch-katholisch und ab 1870 verheiratet mit Emilie Brillonet († 1904), mit der er eine Adoptivtochter hatte.

## Politische Funktionen
Anton Walz war vom 31. Januar 1901 bis zu seinem Tod am 5. April 1906 Abgeordneter des Abgeordnetenhauses im Reichsrat (X. Legislaturperiode) und vertrat dort für das Kronland Steiermark die Kurie Städte 3 (Bruck, Kapfenberg, Kindberg, Mürzzuschlag, Leoben, Trofaiach, Vordernberg, Eisenerz, Mautern, Aflenz, Mariazell, Frohnleiten, Deutschfeistritz, Übelbach, Gratwein). Sein Nachfolger war Anton Buchmüller.

## Klubmitgliedschaften
Anton Walz war zunächst Anhänger von Georg von Schönerer, wurde danach aber Mitglied im Verband der Deutschen Volkspartei, als deren radikaleres Mitglied er lange Zeit galt.